# Internazionali di Tennis di Baviera 2012
Gli Internazionali di Tennis di Baviera 2012 sono stati un torneo di tennis giocato sulla terra rossa. È stata la 97ª edizione del torneo, facente parte dell'ATP World Tour 250 series nell'ambito dell'ATP World Tour 2012. Il torneo si è giocato al MTTC Iphitos di Monaco di Baviera, in Germania, dal 30 aprile al 6 maggio.

## Partecipanti

### Teste di serie
| Nazione   | Giocatore             | Ranking | Testa di serie* |
| --------- | --------------------- | ------- | --------------- |
| Francia   | Jo-Wilfried Tsonga    | 5       | 1               |
| Spagna    | Feliciano López       | 16      | 2               |
| Croazia   | Marin Čilić           | 23      | 3               |
| Germania  | Philipp Kohlschreiber | 33      | 4               |
| Australia | Bernard Tomić         | 35      | 5               |
| Russia    | Michail Južnyj        | 36      | 6               |
| Russia    | Nikolaj Davydenko     | 40      | 7               |
| Cipro     | Marcos Baghdatis      | 41      | 8               |

* Ranking al 23 aprile 2012.

### Altri partecipanti
I seguenti giocatori hanno ricevuto una wild card per il tabellone principale: 
- Michael Berrer
- Daniel Brands
- Tommy Haas

I seguenti giocatori sono passati dalle qualificazioni: 

- Dustin Brown
- Robert Farah
- David Goffin
- Marinko Matosevic

## Punti e montepremi
Il montepremi complessivo è di 398.250 €.
| Torneo    | Torneo              | V      | F      | SF     | QF     | 2T    | 1T    | Q  | Q3  | Q2  | Q1 |
| Singolare | Punti               | 250    | 150    | 90     | 45     | 20    | 0     | 12 | 6   | 0   | 0  |
| Singolare | Premi in denaro (€) | 71.900 | 37.860 | 20.510 | 11.685 | 6.885 | 4.080 | –  | 660 | 315 | 0  |
| Doppio    | Punti               | 250    | 150    | 90     | 45     | 0     | –     | –  | –   | –   | –  |
| Doppio    | Premi in denaro (€) | 21.800 | 11.480 | 6.220  | 3.560  | 2.090 | –     | –  | –   | –   | –  |

## Campioni

### Singolare
Philipp Kohlschreiber ha sconfitto in finale  Marin Čilić per 7–6(8), 6-3.
- È il quarto titolo in carriera per Kohlschreiber, il primo nel 2012.

### Doppio
František Čermák /  Filip Polášek hanno sconfitto in finale  Xavier Malisse /  Dick Norman per 6-4, 7-5.